# Scorpiops thailandus
Espèce
Scorpiops thailandus est une espèce de scorpions de la famille des Scorpiopidae.

## Distribution
Cette espèce est endémique de Thaïlande. Elle se rencontre dans les provinces de Nakhon Nayok, de Nakhon Ratchasima et de Phetchabun.

## Description
Le mâle holotype mesure 23,33 mm et la femelle paratype 27,70 mm.

## Étymologie
Son nom d'espèce lui a été donné en référence au lieu de sa découverte, la Thaïlande.

## Publication originale
- Kovařík, Lowe, Stockmann & Šťáhlavský, 2020 : « Revision of genus-group taxa in the family Scorpiopidae Kraepelin, 1905, with description of 15 new species (Arachnida: Scorpiones). » Euscorpius, no 325, p. 1-140 (texte intégral).